# Petits chanteurs de Strasbourg
Die Petits chanteurs de Strasbourg (voller Name: Petits chanteurs de Strasbourg – Maîtrise de l’Opéra national du Rhin; aus dem Französischen sinngemäß zu übersetzen als „kleine Sänger aus Straßburg“; Kurz auch La Maîtrise) ist ein Straßburger Kinderchor, Jugendchor und Männerchor, der gemeinsam probt und auftritt. Die Petits chanteurs de Strasbourg sind der Kinderchor der Opéra national du Rhin.

## Geschichte
Der Chor wurde von Philippe Utard 2001 gegründet, fünf Jahre später wurde der Chor offiziell in Maîtrise de l’Opéra national du Rhin - Petits chanteurs de Strasbourg umbenannt.
Der Chor tritt bei Konzerten auf der ganzen Welt auf, doch er ist traditionell besonders im Elsass tätig. Das Repertoire variiert zwischen zeitgenössische Lieder oder Klassiker. Sie nehmen auch an den Aufführungen der Opéra national du Rhin teil.
Seit 2014 wird der Chor vom Argentinier Luciano Bibiloni geleitet.
La Maîtrise de l’Opéra national du Rhin machte Einspielungen von La damnation de Faust (Hector Berlioz) oder des Messiah (Georg Friedrich Händel).
Das Stammhaus des Chores wurde im Jahr 2019 von Kritikern zum „Opernhaus des Jahres“ gewählt.
Der Chor nimmt nach einem Vorsingen Kinder von 7 bis 18 Jahren auf. Diese treten im Ensemble gemeinsam mit einem Jugend- und Männerchor auf, wobei letzterer nur eine Ergänzung darstellt.

## Chorleiter
- Philippe Utard, 2001–2013
- Luciano Bibiloni, seit 2013

## Aufnahmen
- 2010: CD signes 59.
- 2011: Petits chanteurs : Voix d’enfants, Chœurs de France.
- 2012: Chants notés de l’assemblée (152 chants pour la liturgie).
- 2016: Hallelujah!
- 2019: La Damnation de Faust von Hector Berlioz. Label Erato.